# Grembiule

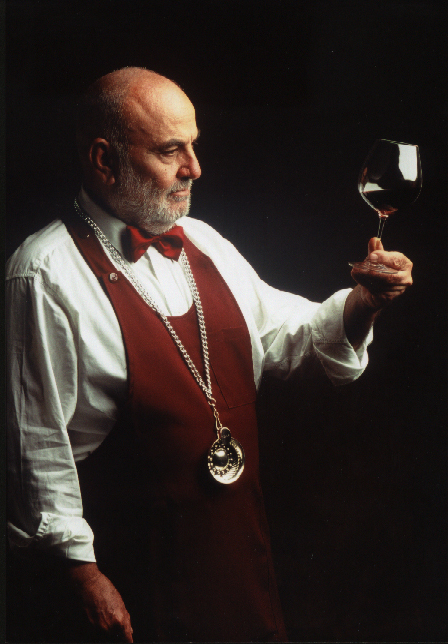
Un grembiule da sommelier e da cantiniere

Il grembiule è un indumento protettivo esterno utilizzato per ricoprire soprattutto la parte anteriore del corpo. Può essere indossato per motivi igienici o anche per proteggere i vestiti da usura e strappi. Il grembiule fa parte comunemente dell'uniforme di parecchie categorie di lavoro, tra cui camerieri, cuochi, infermiere, personale domestico e può essere portato, inoltre, come indumento decorativo dalle donne. I grembiuli inoltre sono indossati in molte imprese commerciali per proteggere i vestiti da danni e usura.
Oltre che di stoffa, i grembiuli possono essere composti da una varietà di materiali e di diversa forma e dimensione. I più comuni sono:
- i grembiuli di gomma sono usati comunemente dalle persone che lavorano con prodotti chimici pericolosi o con liquidi ad alte temperature;
- i grembiuli riflettenti sono portati solitamente da personale che lavora a contatto con raggi X e radiazioni;
- i grembiuli, come quelli usati dai carpentieri, con molte tasche per tenere all'interno gli utensili e i vari attrezzi da lavoro;
- impermeabili, fatti di tela cerata o in PVC sono adatti per lavaggi in genere.

I grembiuli in Massoneria sono l'elemento più importante dell'abbigliamento di Loggia.

## Stili
Ci sono molti stili differenti di grembiule secondo le funzioni che assumono. La distinzione principale è fra i grembiuli corti che ricoprono il corpo dalla vita in giù, o i grembiuli lunghi che coprono anche la parte superiore del corpo fino al torace.
Un grembiule si mantiene saldamente indossato solitamente per mezzo di due nastri di stoffa, o di altro materiale, che si legano o vengono annodati nella parte posteriore del corpo. I grembiuli lunghi inoltre hanno una cinghia dietro al collo o due cinghie che si poggiano sulle spalle che, a volte, possono essere incrociate posteriormente. Il primo tipo è molto più facile da indossare, mentre il secondo rende i movimenti più facili in quanto la cinghia dietro al collo altera la libertà dei movimenti. 
Alcuni grembiuli moderni inoltre hanno disegnati marchi commerciali, disegni divertenti o immagini varie.